# Ballycar Castle
Ballycar Castle (auch Ballycarby Castle genannt, irisch Caisleán Bhaile an Chathraigh) war eine Burg in der Gemeinde Newmarket-on-Fergus an der Straße zwischen Limerick und Galway, etwa 5 km entfernt von Sixmilebridge, 14 km von Limerick und 11 km von Ennis im irischen County Clare. Sie soll vor 1570 errichtet worden sein und war bereits vor 1681 eine Ruine, als sie vom englischen Geschichtswissenschaftler Thomas Dingley (oder Dineley) skizziert wurde.

## Geschichte
Ballycar Castle soll auf Geheiß von Connor McHugh-McLoghlin-McNamara errichtet worden sein, aber taucht nicht in der Liste der Burgen von 1570 auf. 1580 gehörte sie Donogh O'Brien. 1620 wurden die Burg und zwei Carucatas Land in die Obhut des Earl of Thomond gegeben. 1655 wurde Ballycar Castle, „wie bis dahin vom verstorbenen George Colpoys gehalten“, vom Earl of Thomond an John Colpoys unter der Bedingung verpachtet, dass dieser einen bewaffneten, protestantischen Reiter einen Monat lang zur Verfügung stellte. Diese Pacht wurde 1714 in ein Lehen umgewandelt und in den 1890er-Jahren fiel es an weibliche Erben.
Die Burg war schon eine Ruine, als Thomas Dineley sie 1680 skizzierte, und verschwand gänzlich in den 1890er-Jahren. Das Wohnhaus, das an dieser Stelle gebaut und schließlich von einem Beamten bewohnt wurde, war damals eine Ruine ohne Dach.